# Altar (banda)
Altar es una banda de death metal holandesa. La banda empezó en la década de 1990 con varios nombres como Anubis o Manticore, en el pueblo de Hardenberg. Eventualmente su nombre final es Altar. En 1992 lanzaron su primera Maqueta por la discográfica Displeased Records. Después de cinco años la banda se separó en 2001.
En 2017, Altar se levantó de la cenizas para continuar. La banda tuvo su primera presentación en 17 de junio de 2017.

## Discografía
- ...And God Created Satan to Blame for his Mistakes. (1992)
- Youth Against Christ (1994)
- Ego Art (1996)
- Provoke (1998)
- In the Name of the Father (1999)
- Until Heaven Forbids (2000)
- Red Harvest (2001)
- Altar (2007)

## Miembros

### Actuales
- Marcel Verdurmen — guitarra
- Bas Karman — guitarra
- Janneke de Rooy — voz
- Martin Bruinewoud  — bajo
- Wilfred Hake — batería

### Miembros antiguos
- Richard Ludwig
- Michel Coppens
- Andre Hemel
- Frank Schilperoort
- Nils Vos
- Sjoerd Visch
- Bert Huisjes
- Marco Arends
- Edwin Kelder
- Marcel van Haafe

- Marco de Groot

- Datos: Q1984795